# رينغ (كتاب)
كتاب رينغ (باليابانية: リング) (بالإنجليزية: Ring)‏ ، هي كتاب أدبي ألفه كوجي سوزوكي. صدر الكتاب لأول مرة في اليابان عام 1991م. في عام 1998م، أنتج الفيلم الياباني رينغ (فيلم) وهو مقتبس من نفس الكتاب، وفي عام 2002 أنتج الفيلم الأمريكي ذا رينغ باللغة الإنجليزية، وقصته أيضًا مأخوذة من الكتاب نفسه.

## وصلات خارجية
- Vertical Inc. - Publisher of English translations of the Ring novels.
- SaruDama - Contains reviews of Ring and other Suzuki novels.